# Trambus (De Lijn)
In Vlaanderen wordt de term trambus gebruikt voor een gelede bus, die ingezet wordt op routes met vrije busbanen, als HOV-bus.
De trambus wordt meestal genoemd als het gaat over HOV-projecten waar ook een tramlijn een optie is. Omdat de aanleg van een nieuwe tramlijn duur is en veel tijd vergt, wil de Vlaamse regering op korte termijn een aantal HOV-projecten exploiteren met deze dubbelgelede bussen, om eventueel later alsnog een tramlijn aan te leggen.

## Materieel
In het wagenpark van De Lijn wordt de naam trambus gebruikt voor:
- 14 dieselhybride dubbelgelede ExquiCity lagevloerbussen voor stadsvervoer van Van Hool (sinds 2019)
- 17 VDL Citea SLFA Electric elektrische gelede bussen van 18 meter (besteld begin 2023)[1], maar deze leverancier gebruikt hiervoor zelf niet de naam trambus.

Daarnaast sloot De Lijn in mei 2024 een raamcontract voor de mogelijke levering van Irizar ie tram gelede HOV-bussen van 18 meter.

## Inzet

### Ringtrambus
De ringlijn van het Brabantnet is sinds 2020 de eerste in Vlaanderen waar deze dubbelgelede bussen ingezet worden. Deze lijn 820 Jette-Vilvoorde-Brussels Airport heet sindsdien dan ook Ringtrambus. Hier werd eerder een tramlijn overwogen.

### Geplande inzet

#### Spartacusplan
In het kader van het Spartacusplan voor hoogwaardig openbaar vervoer in Belgisch Limburg is in 2021 beslist om op de toekomstige lijnen 2 (Hasselt-Maasmechelen) en 3 (Hasselt-Pelt) een elektrische trambus te laten rijden, in tegenstelling tot eerdere plannen voor een sneltram. In 2022 heeft de Vlaamse regering voor lijn 1 Hasselt-Maastricht hetzelfde beslist.

### Voorgestelde inzet

#### Gent
De trambus is genoemd in een aantal OV-dossiers in Gent. Zo werd in 2016 door De Lijn een trambus voorgesteld als alternatief voor het eerdere plan voor een verlenging van tramlijn 1 in een lus rond The Loop. Verder wilde de Vlaamse overheid het bestaande voorstel van het vertrammen van buslijn 7x afwegen tegenover een trambus, maar later besliste ze toch tot aanleg van deze tramlijn met het project Gentspoort. Tijdens de lokale verkiezingen in 2018 werd de trambus door partij N-VA voorgesteld ter vervanging van de bestaande tramlijnen in Gent, wat evenwel niet tot een concreet project leidde.

## Trambus versus tram
In de discussie tussen exploitatie met een trambus of met een (snel)tram (zoals in verschillende projecten in Vlaanderen) worden volgende argumenten aangehaald:

### Voordelen
De Vlaamse overheid en De Lijn noemen als voordeel van een trambus tegenover een tram:
- de prijs voor aanleg van de lijn
- de flexibiliteit van exploitatie bij omleidingen en werken.[10]

- Een (tram)bus kan al beginnen rijden terwijl er (op deeltrajecten) specifieke infrastructuur ontbreekt of in voorbereiding is.[11]
- Een HOV-aanbod met een dubbelgelede lagevloerbus lokt op zich al 54% meer reizigers dan een gewone buslijn.[4]

### Nadelen
Onder andere de Vlaamse OV-reizigersorganisatie TreinTramBus, Grootouders voor het Klimaat en mobiliteitsdeskundige Willy Miermans noemden als nadelen van een trambus bij de voorgestelde exploitatie:
- Bij het Spartacusplan haalt de "veel te trage trambus" de vereiste snelheid niet tussen de knooppunten om overstappen mogelijk te maken. Dit omdat hij met een topsnelheid van 67 km/u niet kan profiteren van hogere snelheden op de snelweg E314 of gewestwegen N702 en de N76. De trambus die men voor ogen heeft (de ExquiCity) is namelijk bedoeld voor stadsvervoer.[13][14] De in het Vlaams Parlement voorgestelde proefrit op de trajecten om de snelheid te testen werd geweigerd.[15] De Werkvennootschap spreekt zelf van 56 minuten reisduur over het traject station Hasselt - Maasmechelen Village.
- Een vrije busbaan voor een (tram)bus moet breder zijn dan een bedding voor een tram, omdat die eerste een veiligheidsafstand nodig heeft, plus eventuele vangrails.[14]Dubbelgelede bus moeilijk uit te lijnen aan een perron

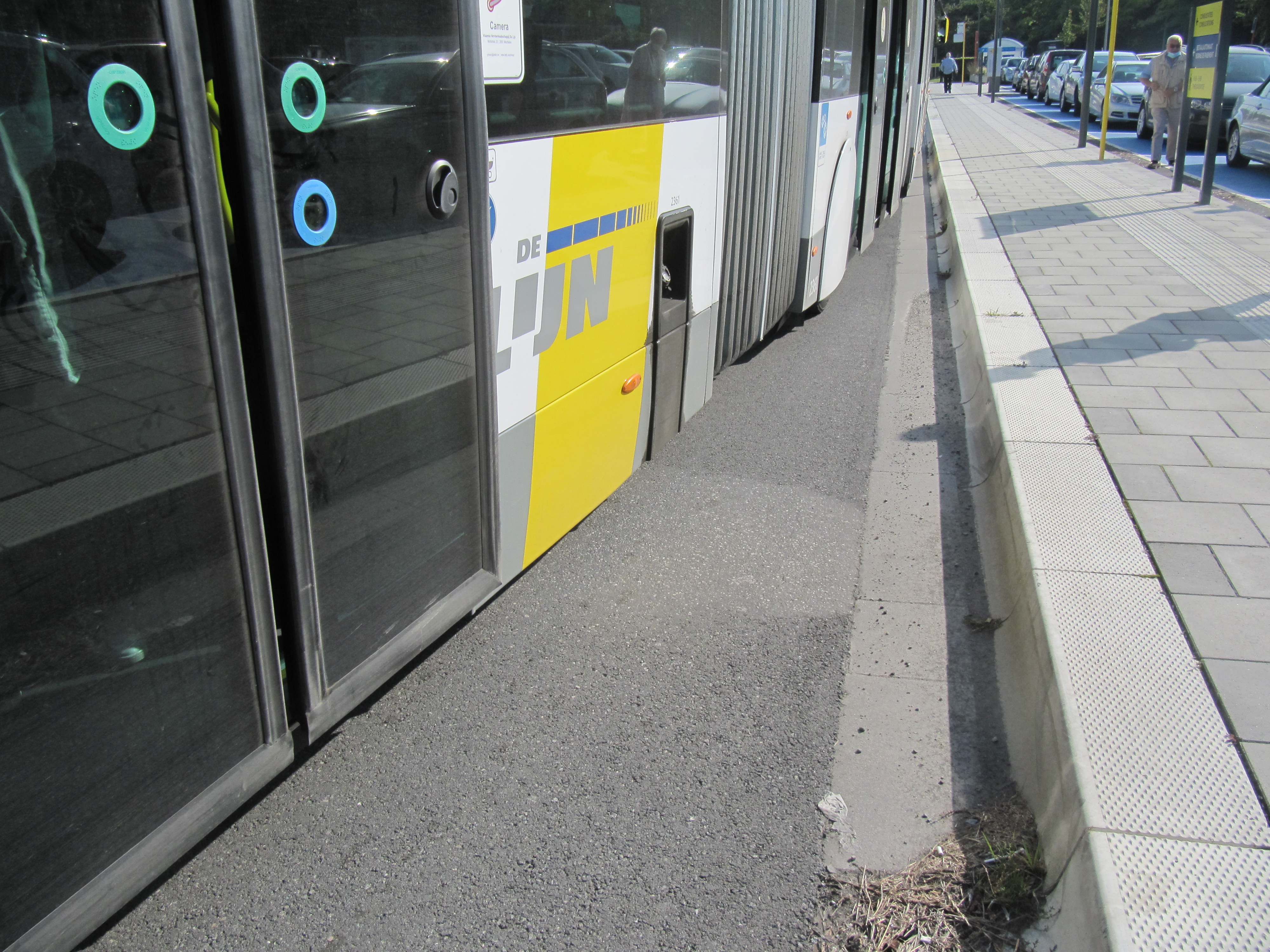
Dubbelgelede bus moeilijk uit te lijnen aan een perron

- Een dubbelgelede trambus kan wel scherpere bochten nemen dan een tram, maar neemt daarbij meer breedte in omdat de achterste wielen een ander traject volgen dan de voorste. Als de trambus gebruikt wordt zonder dat er rechte beddingen aangelegd zijn, heeft dit volgende nadelen in vergelijking met een gewone bus:
  - Deze lange dubbelgelede bus manoeuvreert breed en daardoor traag rond rotondes, S-bochten of andere obstakels. Dergelijke trambus "kan op een traject met de nodige hindernissen nooit excelleren".[16]
  - Bij haltes raakt een dubbelgelede (tram)bus moeilijker uitgelijnd aan het perron. Dat zorgt voor een drempel voor minder-mobielen.[17]
- De lagere kostprijs tegenover trams valt tegen doordat de (tram)bussen accu's en eventueel een hybride motor hebben en daardoor sneller afgeschreven zijn dan trams.
- Schommelen van een (gelede) bus en eventuele wagenziekte bij reizigers

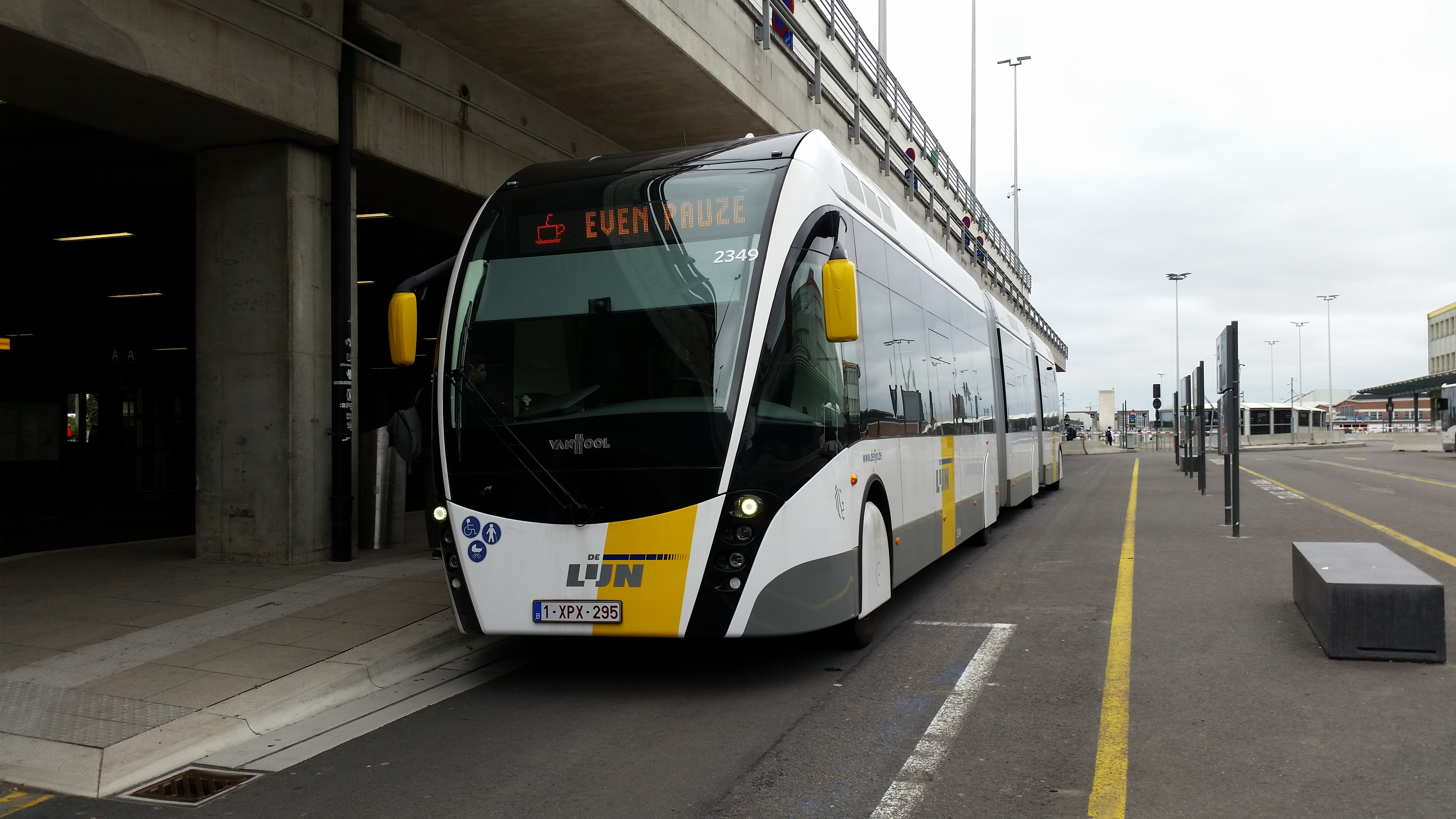
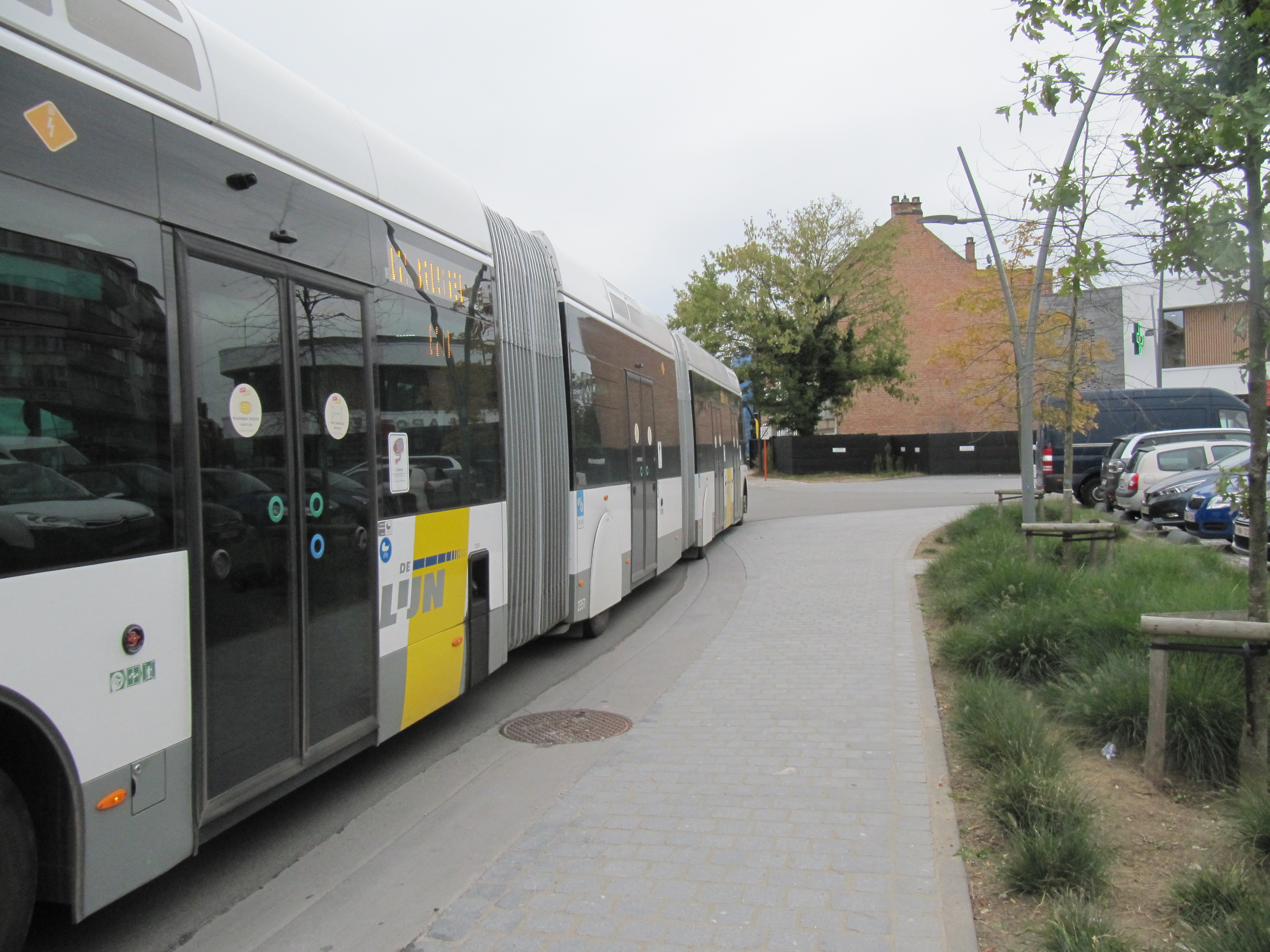
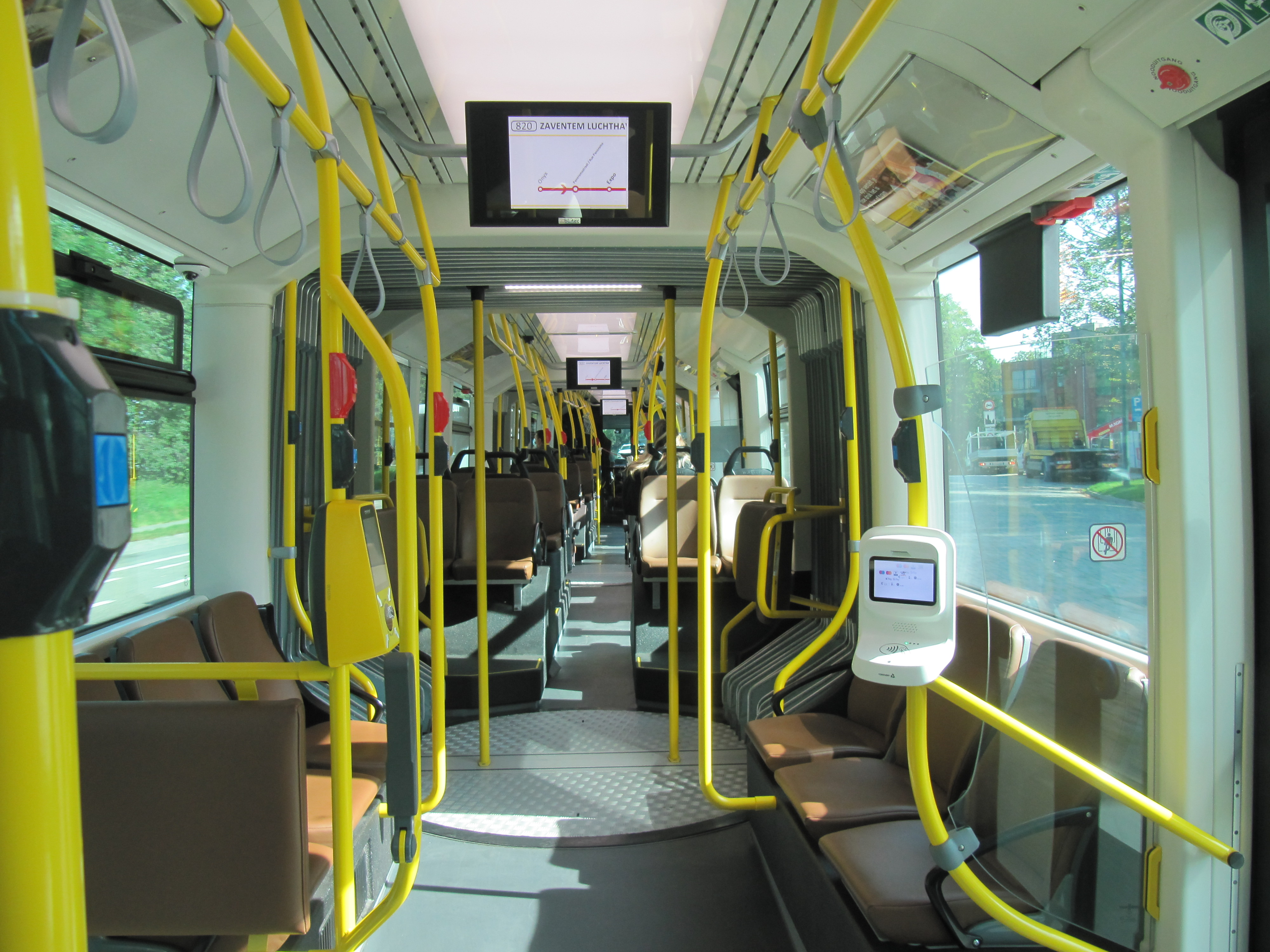
Ruim interieur
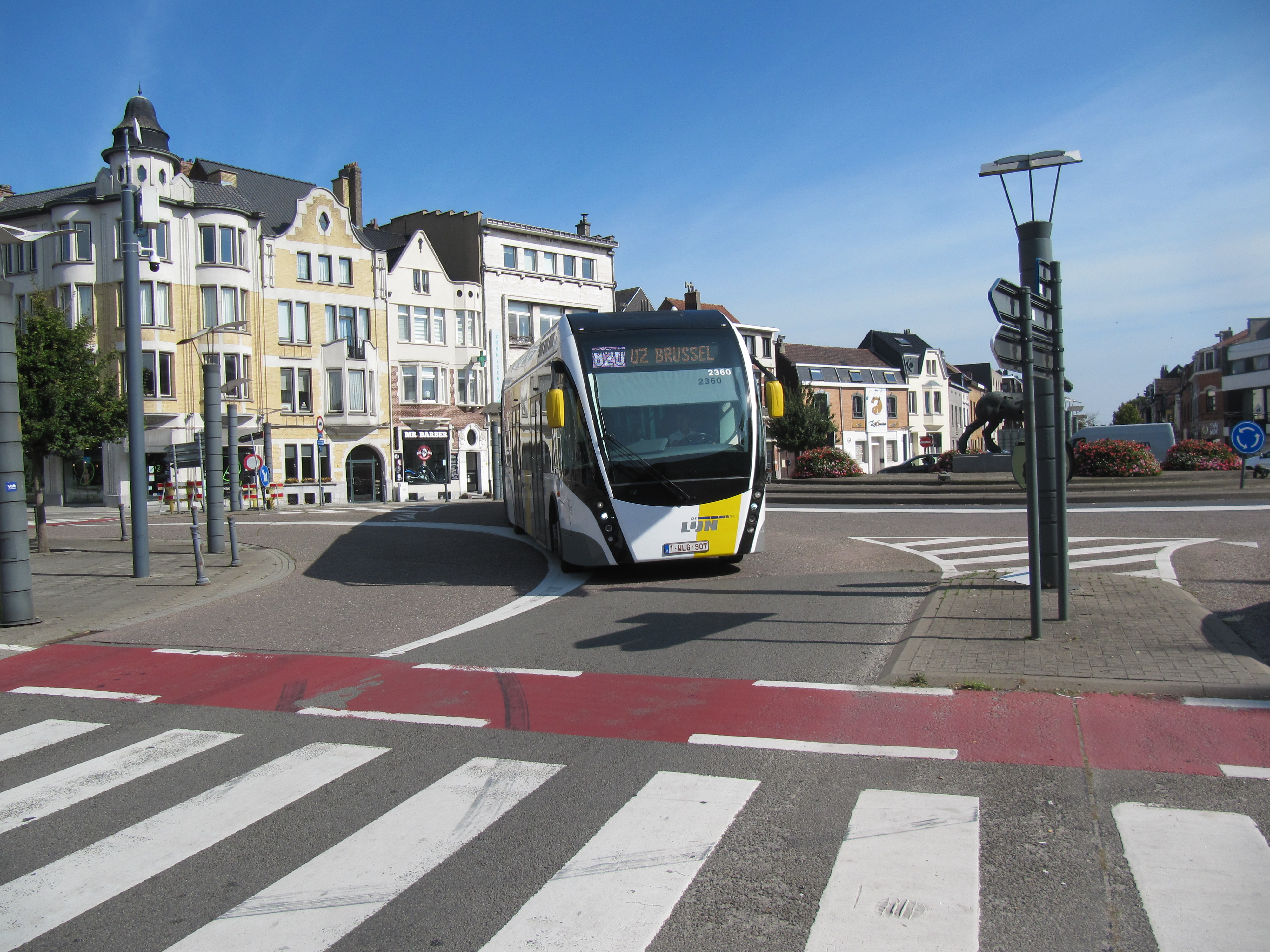
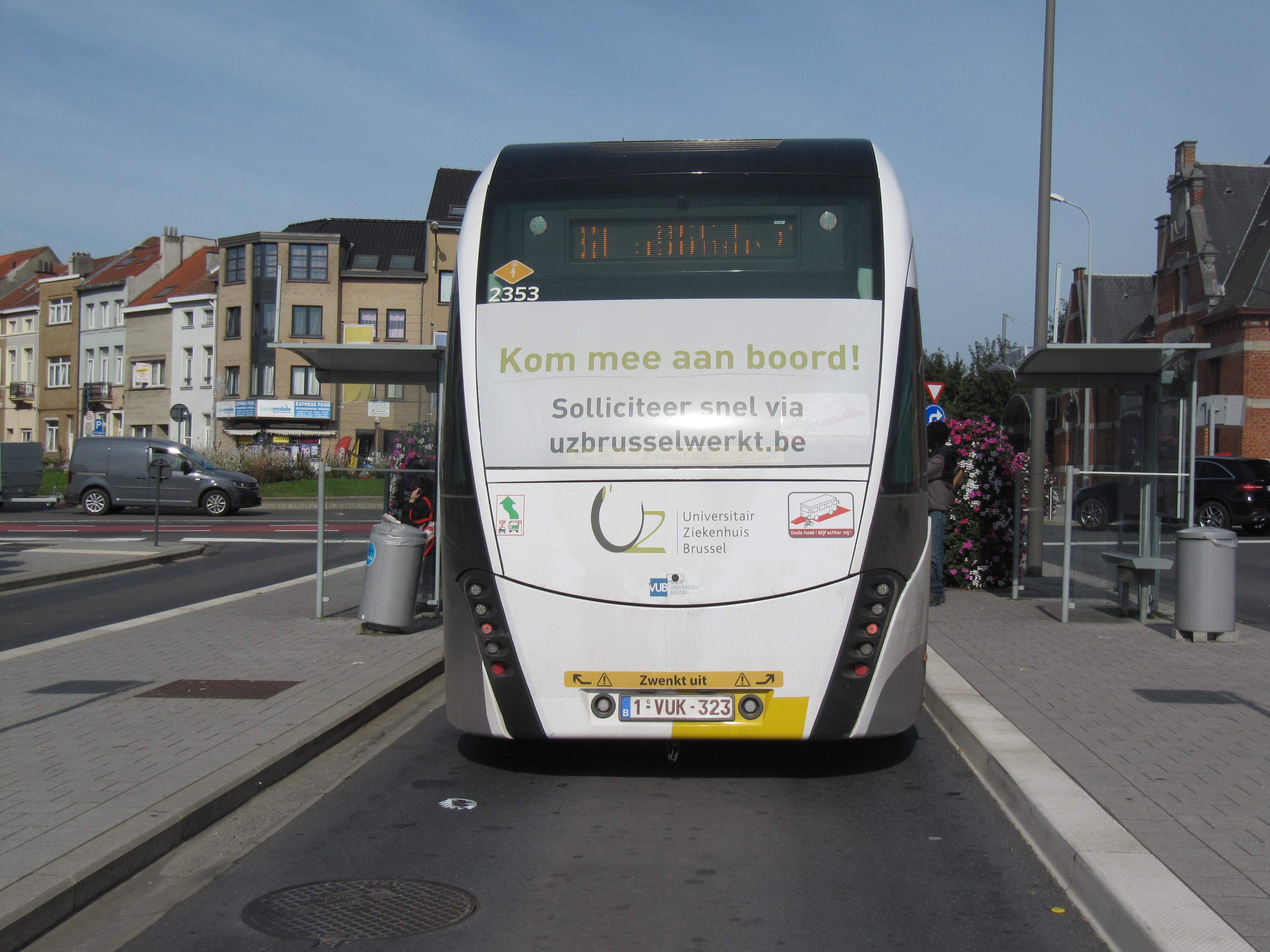
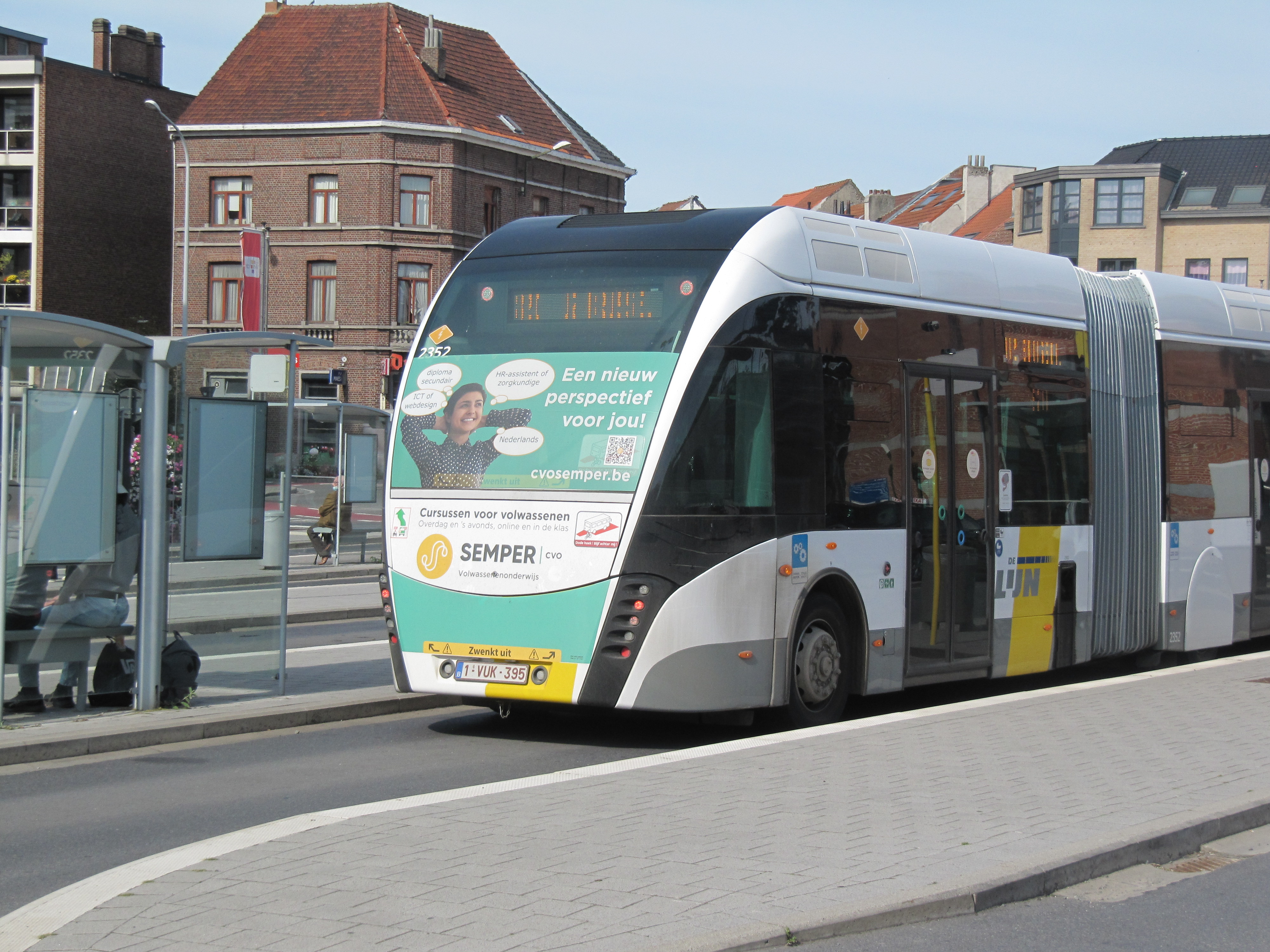